# 王琛 (清朝)
王琛，鹿邑人，清朝政治人物。翰林出身。
王琛曾于光绪十九年(1893年)接替邱晋昕任邵武府知府一职，光绪二十二年(1896年)由徐兆丰接任。